# Хамдија Капиџић
Хамдија Капиџић (Билећа, 30. јануар 1904 – Сарајево, 16. јануар 1974) је био југословенски историчар и редовни професор.

## Биографија
Завршио је гимназију 1924. у Мостару, а студије историје и географије 1928. на Филозофском факултету у Београду, на којем је 1956. докторирао одбраном тезе Херцеговачки устанак 1882. године. У Сарајеву је радио прво као професор Шеријатске судачке школе (1928–1945), која је од 1937. била Виша исламска шеријатско-теолошка школа, затим као професор (од 1942) и директор (1945–1948) Друге мушке гимназије и професор Више педагошке школе (1949–1952). На Филозофском факултету у Сарајеву (Одсјек за историју) био је ангажован од његовог оснивања 1950, када је изабран за доцента, а затим 1957. за ванредног и 1962. за редовног професора на предмету Историја народа Југославије у новом вијеку. Проучавао је превасходно историју Босне и Херцеговине под турском и аустроугарском влашћу, од почетка XIX вијека до 1918. године. Сматран је најбољим познаваоцем архивске грађе у Бечу о БиХ 1815–1918. године. Аутор је четирију књига, осам књига приређене архивске грађе и стотинак научних радова и других прилога. Био је предсједник Одсјека за историју Филозофског факултета у Сарајеву (1969–1973), предсједник Друштва историчара БиХ, уредник „Годишњака Друштва историчара БиХ“ (1957–1965; 1969–1973), уредник „Гласника Архива и Друштва архивских радника БиХ“ (1961–1974). Изабран је 1969. за дописног члана АНУБиХ. Одликован је Орденом рада са црвеном заставом и Орденом рада са златним вијенцем. Добитник је републичке Двадесетседмојулске награде СРБиХ и Шестоаприлске награде града Сарајева.